# استذئاب سريري
تُعرَّف الاستذئاب السريري أو توهم الذئبية السريري بأنها متلازمة نفسية نادرة تتضمن الوهم أنه يمكن للشخص المصاب بها أن يتحول إلي أي حيوان، قد تحول إليه، أو أنه حيوان غير إنساني. ويرتبط اسمها بالحالة الأسطورية للمستذئب، وهي فتنة خارقة للطبيعة حيث يقال إن البشر يتحولون جسديًا إلى ذئاب. يُزعم أنه اضطراب نادر.

## الأعراض
يعتقد الأفراد المتضررون أنهم في طور التحول إلى حيوان أو تحولوا بالفعل إلى حيوان. لقد ارتبط مع الحالات الذهنية المتغيرة التي تصاحب الذهان (الحالة الذهنية التي تتضمن عادةً أوهام وهلوسة) مع التحول الذي يبدو أنه يحدث فقط في عقل وسلوك الشخص المصاب.
أفادت دراسة  عن اللاكتان من مستشفى ماكلين عن سلسلة من الحالات واقترحت بعض المعايير التشخيصية التي يمكن من خلالها التعرف على اللايكانثروبي:
- يفيد المريض في لحظة وضوح أو تذكر أنه في بعض الأحيان يشعر بأنه حيوان أو يشعر وكأنه حيوان.
- يتصرف المريض بطريقة تشبه سلوك الحيوان، على سبيل المثال عواء، هدير، أو الزحف.

وفقًا لهذه المعايير، فإن الاعتقاد الوهمي بالتحول الحالي أو الماضي أو السلوك الذي يشير إلى أن الشخص يفكر في نفسه على أنه تحول، يعتبر دليلًا على الاستذئاب السريري. يلاحظ المؤلفون أنه على الرغم من أن الحالة تبدو تعبيرًا عن الذهان، لا يوجد تشخيص محدد للأمراض العقلية أو العصبية المرتبطة بعواقبها السلوكية.
يبدو أيضًا أن اللايكانثروبي لا يقتصر على تجربة التحول من الإنسان إلى الذئب؛ فقد تم الإبلاغ عن مجموعة واسعة من الكائنات كجزء من تجربة تغيير الشكل. استعراض  للأدبيات الطبية من أوائل عام 2004 يسرد أكثر من ثلاثين حالة منشورة من اللانكروبية، فقط الأقلية هي التي تحتوي على موضوعات الذئب أو الكلاب. بالتأكيد أن الكلاب ليست غير شائعة، على الرغم من أن تجربة التحول إلى ضباع أو قطة أو حصان أو طائر أو نمر قد تم الإبلاغ عنها في أكثر من مناسبة. التحول إلي الضفادع، وحتى النحل، تم الإبلاغ عنه في بعض الحالات. في اليابان، كان التحول إلى الثعالب والكلاب أمرًا معتادًا (ja: 狐 憑 き ، ja: 犬 神). وصفت دراسة حالة عام 1989  كيف أبلغ أحد الأفراد عن تحول مسلسل، حيث عانى من تغير من إنسان إلى كلب، إلى حصان، ثم أخيرًا قط، قبل أن يعود إلى واقع الوجود الإنساني بعد العلاج. هناك أيضًا تقارير عن أشخاص عانوا من التحول إلى حيوان مدرج فقط على أنه «غير محدد».
هناك دراسة حالة لمريض نفسي كان يعاني من الوهن الإكلينيكي ووهم كوتارد. يشير مصطلح أوفيديانثروبي إلى الوهم بأن الشخص قد تحول إلى ثعبان. تم الإبلاغ عن دراستين للحالة.

## الآليات المقترحة
تعتبر الاستذئاب السريري حالة نادرة جدًا وتعتبر إلى حد كبير تعبيرًا خصوصيًا عن حلقة ذهانية تسببها حالة أخرى مثل انفصام الشخصية أو الاضطراب الثنائي القطب أو الاكتئاب السريري.
ومع ذلك، هناك اقتراحات بأن بعض الحالات العصبية والتأثيرات الثقافية قد تؤدي إلى التعبير عن موضوع التحول بين الإنسان والحيوان الذي يعرف الحالة.

### العوامل العصبية
أحد العوامل المهمة يمكن أن يكون الاختلافات أو التغييرات في أجزاء من الدماغ المعروفة بتورطها في تمثيل شكل الجسم (على سبيل المثال، انظر في استقبال الحس العميق وصورة الجسد). أظهرت دراسة تصوير الأعصاب لشخصين تم تشخيصهما بالاستذئاب السريري أن هذه المناطق تظهر نشاطًا غير معتاد، مما يشير إلى أنه عندما يبلغ الأشخاص عن أن أجسادهم تتغير شكلهم، فقد يدركون تلك المشاعر بصدق.

## اضطرابات ذات صلة
في حالات نادرة، قد يعتقد الأفراد أن أشخاصًا آخرين قد تحولوا إلى حيوانات. وقد تم تسمية هذا «التعدد الداخلي للحيوان»  و «طيف الاستذئاب».  ذكرت دراسة أجريت عام 2009 أنه بعد تناول عقار إكستاسي، أظهر رجل أعراض الذهان بجنون العظمة من خلال الادعاء بأن أقاربه قد تحولوا إلى حيوانات مختلفة مثل الخنازير والحمير والأحصنة.

## التاريخ
كتبت كاثرين كلارك كروجر أن عدة أجزاء من الكتاب المقدس تشير إلى سلوك الملك نبوخذ نصر الثاني في كتاب دانيال 4 باعتباره مظهراً من مظاهر الاستذئاب السريري. كتب أندرو لارنر، طبيب الأعصاب، أن مصير طاقم أوديسيوس بسبب سحر سيرس قد يكون من أوائل الأمثلة على علم الاستذئاب البشري.
أيضا، يعتقد أن ملك أرمينيا تيريديس الثالث عانى أيضا من هذا الاضطراب. تم علاجه من قبل غريغوري المنور.
وفقًا للتقاليد الفارسية، كان الأمير بوييد مجد الدولة يعاني من وهم أنه كان بقرة. تم علاجه من قبل ابن سينا.
المفاهيم عن أن الاستذئاب كانت بسبب حالة طبية تعود إلى القرن السابع الميلادي، عندما عزا الطبيب السكندري بولوس أيغينيتا الاستذئاب إلى الكآبة أو «زيادة النكد الأسود».  خلال عام 1563، كتب الطبيب اللوثري يدعى يوهان واير أن ذئاب ضارية عانت من اختلال في الفكاهة الحزينة وعرضت عليهم الأعراض الجسدية للشحوب، «لسان جاف وعطش كبير» وكذلك عيون غارقة ومظلمة وجافة.  حتى الملك جيمس السادس والأول في أطروحته عام 1597،دايمونولوجي لم يلوم سلوك المذؤوبين على الأوهام التي أوجدها الشيطان، بل «فائض من الحزن باعتباره الجاني الذي يسبب بعض الرجال للاعتقاد بأنهم ذئاب و» تزوير «تصرفات هذه الحيوانات».  تتبع تصور العلاقة بين المرض العقلي والسلوك الحيواني عبر تاريخ الفولكلور من العديد من البلدان المختلفة.

### الأعمال المستشهد بها
- Sconduto، Leslie A. (2008). Metamorphoses of the Werewolf: A Literary Study from Antiquity Through the Renaissance. McFarland & Company. ISBN:978-0-7864-3559-3.